# Словник російської мови Ожегова
«Словни́к росі́йської мо́ви» (рос. Словарь русского языка) — однотомний нормативний
тлумачний словник російської мови, створений відомим радянським мовознавцем Сергієм Івановичем Ожеговим на основі «Тлумачного словника російської мови Ушакова» під редакцією Д. М. Ушакова.
АЖУ́Р, -а, м. 1. В бухгалтерии: такое ведение дел, при к-ром каждая операция регистрируется немедленно после её совершения (спец.) 2. Ажурная вышивка, строчка, вязка. Воротник с ажуром. ♦ В ажуре (разг.) — в полном порядке. Все дела в ажуре:19.

## Історія та видання
Перше видання словаря С. І. Ожегов, як один з основних авторів «Толкового словаря русского языка» Д. Н. Ушакова, видав 1949 року в Москві.